# Poecilanthe subcordata
Poecilanthe subcordata är en ärtväxtart som beskrevs av George Bentham. Poecilanthe subcordata ingår i släktet Poecilanthe och familjen ärtväxter. Inga underarter finns listade i Catalogue of Life.